# Brindis còmic (roast)
El Roast és un format de comèdia en què humoristes es reuneixen per a criticar en públic el protagonista del xou, en un format còmic. La traducció literal de roast de l'anglès seria rostit, en el sentit que qualsevol a qui es fa burla d'aquesta manera es considera que l'han "torrat".
El convidat d'honor del xou és sotmès a bromes a costa seva, amb la finalitat de divertir el públic més ampli de l'esdeveniment. Aquests esdeveniments tenen la intenció d'honorar una persona específica d'una manera única. A més de les bromes i la comèdia d'insults, aquests esdeveniments també poden implicar elogis i homenatges genuïns. La implicació és que el roast és capaç de prendre les bromes amb bon humor i no com a crítiques o insults seriosos. L'individu està envoltat d'amics, aficionats i simpatitzants, que també poden rebre el mateix tracte durant el xou. L'amfitrió de l'esdeveniment s'anomena "roastmaster".
Hi ha una tradició paral·lela en alguns països, en què s'espera que l'amfitrió d'esdeveniments formals, com ara cerimònies de premis i sopars anuals, es burlin amb bon humor dels assistents a l'esdeveniment. En alguns casos, això ha causat controvèrsia quan l'amfitrió es considera massa insultat. També hi ha un concepte de roast a les xarxes socials d'Internet, on una persona demana als altres que es burlin d'ell, generalment posant una foto seva. Tot i que se sol·licita la burla, aquesta activitat també ha causat controvèrsia, i alguns la consideren una forma de ciberassetjament. Encara més controvertida és la pràctica d'insultar els altres per obtenir un efecte còmic, que alguns s'han referit com a roast, encara que els còmics han subratllat que un rostit veritable requereix el consentiment de l'objectiu.
El 1949, el New York Friars Club va celebrar el seu primer roast, amb Maurice Chevalier com a convidat d'honor.